# Josip Kundek
Josip Kundek (angolul: Joseph Kundek, magyarosan: Kundek József, Ivanic, 1810. augusztus 24. – 1857. december 4.) horvát római katolikus segédlelkész a Zágrábi egyházmegyében.

## Élete
1831-33-ban volt teológus, 1836-ban segédlelkész Goreban, majd 1837-ben Petriniában. 1838-ban az Amerikai Egyesült Államokbeli Indiana államba utazott, ahol misszionárius központot hozott létre. Európai útjai során számos németet buzdított arra, hogy kivándoroljanak Dél-Nyugat Indianába, s ezzel az ottani római katolikus közösséget gyarapítsák.

## Munkái
1. Selya starisnek horvatzke kralyize ... Zagrab, 1832 (A zágrábi püspöki akadémia ifjuságának folyamodása)
2. Ode rev. dno Josepho Mihalicz, dum die 5. Junii 1832 in prodirectorem seminarii cleri junioris solenniter installaretur ... Uo.
3. Ode honoribus Josephi Schott, sacram onomasim recolentis 14. kalendis Aprilis 1832 devote oblata. Uo.
4. Szlavne Biskupie Zagreb. Boguslovcu ... Uo. 1832 (A zágrábi főegyházmegye)
5. Klio. Uo. 1883
6. Protuletje novo illiti dar zahvalnoga szerdca kojege ... Jozefu Harmuztek ... illiti 19. Schush 1833. Uo. (Szívnek uj tavasza, ford.)
7. Carmen heroicum ill. ac rev. dno Josepho Kovich ... dum in episcopum Rosnaviensem eligeretur. Uo. 1833
8. Slavoglasje Petrinske vile. Uo. 1836 (Petrinja dicséneke)